# Bistum Weetebula
Das Bistum Weetebula (lat.: Dioecesis Veetebulaensis) ist eine in Indonesien gelegene römisch-katholische Diözese mit Sitz in Weetebula. 

## Geschichte
Am 20. Oktober 1959 das Apostolische Präfektur Weetebula durch Papst Johannes XXIII. aus Gebietsabtretungen des Apostolischen Vikariates Endeh errichtet. Die Apostolische Präfektur Weetebula wurde am 6. Februar 1969 durch Papst Paul VI. zum Bistum erhoben.
Das Bistum Weetebula ist dem Erzbistum Kupang als Suffraganbistum unterstellt.

## Ordinarien

### Apostolische Präfekten von Weetebula
- Gerard Legeland CSsR, 1960–1969

### Bischöfe von Weetebula
- Girulfus Kherubim Pareira SVD, 1985–2008, dann Bischof von Maumere
- Edmund Woga CSsR, seit 2009